# Arciz
Arciz (în ucraineană Арциз, Arțîz, în germană Arzis) este localitatea de reședință a comuna Arciz din raionul Bograd, regiunea Odesa, Ucraina. La origine este o colonie fondată de autoritățile țariste în 1816, la 4 ani după ocuparea Basarabiei. A fost numită "Arciz" în memoria unei bătălii din războaiele napoleoniene: Bătălia de la Arcis-sur-Aube (1814). Noua colonie a fost populată cu etnici germani, ulterior stabilindu-se aici și comercianți evrei. Azi orașul e locuit de ucraineni, veniți aici după al doilea război mondial.

## Demografie
Componența lingvistică a orașului Arciz
     Rusă (66,51%)
     Ucraineană (22,57%)
     Bulgară (7,9%)
     Română (1,49%)
     Alte limbi (0,61%)
Conform recensământului din 2001, majoritatea populației orașului Arciz era vorbitoare de rusă (66,51%), existând în minoritate și vorbitori de ucraineană (22,57%), bulgară (7,9%) și română (1,49%).

## Istorie
Țării Românești 1330-1346

 Moldovei 1346-1484

 Imperiului otoman (Moldova pașalâc) 1484-1812

 Imperiului Țarist (provincia Basarabia) 1812-1856

 Moldovei 1856-1859

 României 1859-1878

 Imperiul Rus (Gubernia Basarabia) 1878–1917

 Republica Democratică Moldovenească 1917–1918

 Regatul României 1918–1940

 Uniunea Sovietică 1940–1941

 Regatul României 1941–1944

 Uniunea Sovietică 1944–1991

 Ucraina 1991–prezent 